# Viticoltura in Siria
La viticoltura in Siria ha radici antiche e, nonostante i conflitti che hanno segnato il paese negli ultimi anni, continua a essere un simbolo di resilienza. La produzione vinicola siriana è un'importante parte del patrimonio agricolo e culturale del paese con un passato che risale a millenni fa.

## Storia
La viticoltura in Siria ha una lunga tradizione che affonda le sue radici nell'antichità. Le prime evidenze di coltivazione della vite risalgono a migliaia di anni fa, con tracce di viticoltura in antiche città come Palmira e Damasco. Nel corso dei secoli la Siria è stata una delle terre dove si sono sviluppate alcune delle prime tecniche di vinificazione del mondo. La regione ha una tradizione vinicola che continua a essere celebrata oggi con particolare attenzione alle varietà locali e al terroir specifico.

## Clima
Il clima siriano, caratterizzato da estati calde e secche e inverni miti e piovosi, è particolarmente adatto alla viticoltura. Le temperature elevate durante l'estate, unite a una certa escursione termica tra giorno e notte, favoriscono la maturazione delle uve conferendo ai vini siriani un carattere distintivo. Tuttavia, la guerra ha avuto un impatto negativo sul clima economico e le difficoltà logistiche e infrastrutturali rendono ancora ardua la gestione ottimale delle coltivazioni.

## Regioni vitivinicole
Le principali regioni vitivinicole della Siria si trovano nelle zone centrali e occidentali del paese dove il clima è più favorevole alla coltivazione della vite. La Valle dell'Oronte, situata a nord-ovest di Hama, è una delle aree storiche della viticoltura famosa per la qualità del suo terreno e il microclima che favorisce la crescita di uve di alta qualità. Altre zone vitivinicole includono la regione montuosa intorno a Damasco che offre una varietà di microclimi adatti alla coltivazione delle viti .

## Vitigni
La Siria vanta una varietà di vitigni autoctoni, tra cui il Damaskinos che è stato coltivato nel paese per secoli. Questo vitigno, che ha un'importanza storica per la viticoltura siriana, produce vini con un profilo aromatico unico che riflette il terroir locale. Oltre ai vitigni tradizionali nelle cantine siriane si stanno introducendo varietà internazionali come il Syrah e il Cabernet Sauvignon, che si sono adattati bene al clima siriano. La diversificazione dei vitigni consente ai produttori di offrire una gamma di vini che soddisfano diversi gusti e richieste di mercato.

## Vini
I vini prodotti in Siria variano ampiamente a seconda del vitigno e della regione di provenienza. La Siria è famosa per i suoi vini rossi, in particolare quelli derivati dal Syrah e dal Cabernet Sauvignon che grazie al clima favorevole sviluppano una buona concentrazione di aromi e tannini. I vini bianchi, come quelli ottenuti da uve locali o varietà internazionali, sono meno comuni ma stanno guadagnando popolarità. Le cantine siriane, nonostante le difficoltà, stanno cercando di promuovere i loro prodotti all'estero ottenendo riconoscimenti per la qualità e la tipicità dei vini.